# Vulgaris Magistralis
Vulgaris Magistralis is een lied van de rockgroep Normaal. Het nummer stond 3 weken in de Nederlandse Top 40 op plek 27 als hoogste positie en 8 weken in de Nationale Top 100 op plek 29 als hoogste positie. De Nederlandstalige folk metal-band Heidevolk nam van het nummer een cover op voor hun album De strijdlust is geboren uit 2005. 

## Opname leden
- Bennie Jolink — leadzang
- Willem Terhorst — basgitaar, zang
- Paul Kemper — gitaar, zang
- Fokke de Jong — drum, zang